# Меле-Бей
Меле-Бей (англ. Mele Bay) — залив на юго-западном побережье острова Эфате архипелага Вануату.

## География
Меле-Бей — основной залив, который ведёт в меньшую бухту Вила, находящуюся рядом со столицей Вануату Порт-Вила. Остров Ифира лежит к западу от бухты Вила и также находится недалеко от города. Интересно, что в заливе, в отличие от других на архипелаге, нет рифовых скал. На юге бухта сужается, формируя «точку Панго», а на востоке — образует лагуну Эракау.

## Климат
| Показатель                    | Янв. | Фев. | Март | Апр. | Май | Июнь | Июль | Авг. | Сен. | Окт. | Нояб. | Дек. | Год  |
| ----------------------------- | ---- | ---- | ---- | ---- | --- | ---- | ---- | ---- | ---- | ---- | ----- | ---- | ---- |
| Средний суточный максимум, °C | 28   | 29   | 29   | 27   | 26  | 25   | 24   | 24   | 24   | 26   | 27    | 28   | 26,4 |
| Средний суточный минимум, °C  | 23   | 23   | 23   | 22   | 21  | 19   | 19   | 18   | 19   | 20   | 21    | 22   | 20,8 |
| Норма осадков, мм             | 257  | 272  | 282  | 338  | 244 | 127  | 158  | 125  | 99   | 137  | 165   | 201  | 2405 |
| Источник: BBC Weather         |      |      |      |      |     |      |      |      |      |      |       |      |      |

## Туризм
Меле-Бей своими пейзажами привлекает множество туристов. Правительство Вануату в целях поддержания туристического потока заявило о том, что до 2020 года планирует подготовить и реализовать программу благоустройства залива.